# Charles VI của Pháp
Charles VI của Pháp (3 tháng 12 năm 1368 – 21 tháng 10 năm 1422 còn được gọi là Charles le Bienaimé hay Charles le Fol hoặc le Fou) là vị vua Pháp từ 1380 đến khi qua đời năm 1422, hưởng thọ 53- 54 tuổi. Charles VI sinh tại Paris, thuộc dòng dõi nhà Valois, là con của Charles V và Jeanne xứ Bourbon. Năm 11 tuổi, Charles đăng quang vua Pháp năm 1380 tại nhà thờ Đức Bà Reims. Năm 1385 ông cưới Isabeau xứ Bavaria và có với bà 14 người con. Trước khi Charles VI thực sự trị vì vào năm 1388, người chú là Philippe II của Bourgogne nắm quyền nhiếp chính.

## Lên ngôi

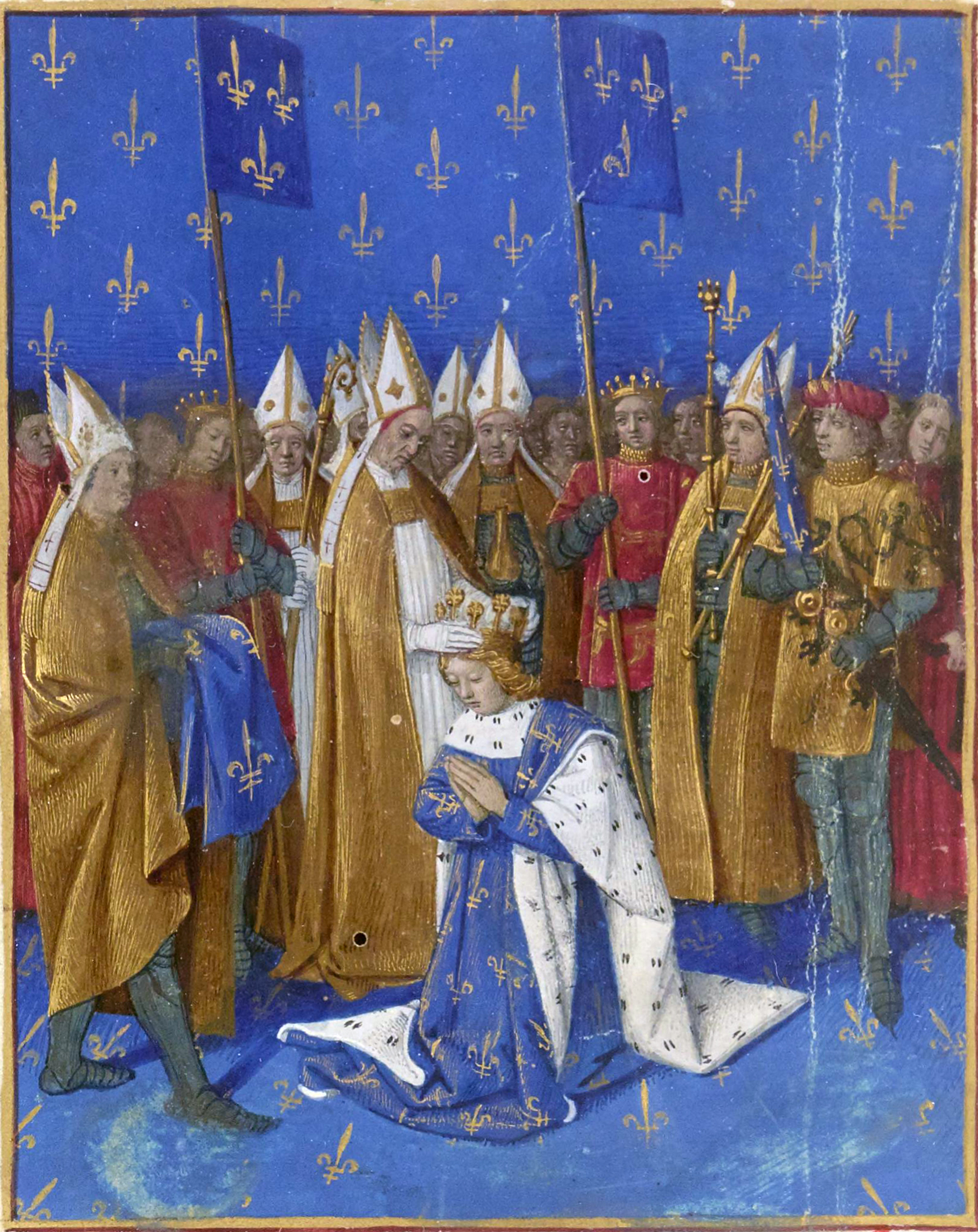
Lễ đăng quang của Charles VI ngày 4 tháng 11 năm 1380

Charles lên ngôi trị vì khi mới chỉ 11 tuổi rưỡi trong thời gian Chiến tranh trăm năm. Chính phủ được giao cho bốn người chú của ông, công tước xứ Burgandy, Berry, Anjou và Bourbon. Trong thời gian trị vị của những người chú của ông, nguồn tài chính của vuơng quốc do cha ông, Charles V, đã bị lãng phí và suy kiệt do lợi nhuận cá nhân của những công tước, những người có lợi ích thường xuyên khác nhau hoặc thậm chí phản đối. Khi các quỹ hoàng gia cạn kiệt, các loại thuế mới phải được tăng lên, đã gây ra nhiều cuộc nổi dậy.
Sau đó Charles sa thải những người chú của mình và mang lại quyền lực cho những cố vấn cũ của mình. Các điều kiện chính trị và kinh tế trong vương quốc được cải thiện đáng kể và Charles đã giành được danh hiệu "Người yêu dấu".
Nhưng vào tháng 8 năm 1392 trên đường đến Bretagne, với đội quân của mình trong khu rừng Le Mans,Charles đột nhiên phát điên và nhờ bốn hiệp sĩ giết chết em trai mình, Louis I, Công tước xứ Orleans, ông nội của Louis XII, vua Pháp tương lai. Từ đó, ông đã có biệt danh là "the Mad".

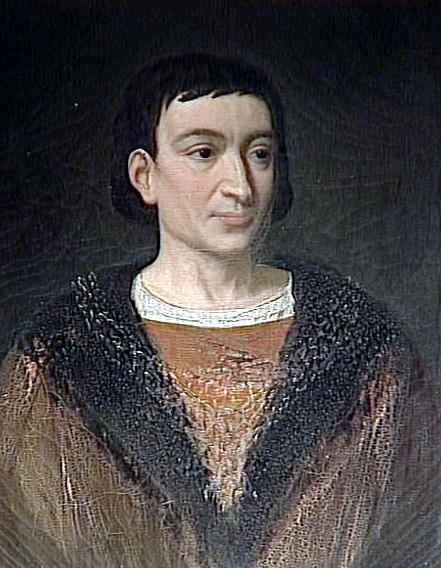
Charles VI tâm thần

Một cuộc đấu tranh quyết liệt sau đó để giành quyền lực bị thêm căng thẳng giữa anh trai của nhà vua, Louis xứ Orleans và anh em họ, John xứ Burgundy. Khi John xúi giục nhà vua Charles giết em ruột của mình đã xảy ra một cuộc nội chiến năm 1407 giữa những người Burgundy và người Armagnac. Cả hai bên đã vô tình cung cấp đất nước Pháp phần lớn sang cho người Anh do sự hỗn loạn về chính trị. Chính John xứ Burgundy đã bị ám sát năm 1419, với con trai, người thừa kế của Charles VI là Charles VII có liên quan. Để trả thù, con trai của John, Philip xứ Burgundy đã dẫn Charles VI kí hiệp ước đình đám và khét tiếng là Hiệp ước thành Troyes (năm 1420).Điều này làm mất lòng con cháu của ông và vô tình công nhận vua Henry V là quốc vương kế vị hợp pháp để của ông trên ngai vàng Pháp. Tuy vậy Henry V lại qua đời trước ông chỉ vài tuần trong thời gian Chiến tranh trăm năm và người con trai của Henry V là Henry VI (do chính con gái của ông Catherine của Pháp đẻ ra) làm người kế vị và gây tranh chấp cho nhiều năm và thế hệ sau này.

## Cuộc sống trị vì và những biến cố cuộc đời

### Bệnh tâm thần
Một đồng xu của Charles VI, một đôi, được đúc ở La Rochelle vào năm 1420.
Những thành công ban đầu của Charles VI với Marmousets khi các cố vấn của ông nhanh chóng tan biến do những cơn rối loạn tâm thần mà ông trải qua bắt đầu ở tuổi 20. Bệnh tâm thần có thể đã được truyền qua nhiều thế hệ thông qua mẹ của anh, Joanna ở Bourbon. Mặc dù vẫn được các đối tượng của mình gọi là Charles Người yêu dấu, anh ta còn được biết đến với cái tên Charles the Mad.
Tập đầu tiên được biết đến của Charles xảy ra vào năm 1392 khi người bạn và cố vấn của ông, Olivier de Clisson, là nạn nhân của một vụ giết người toan tính. Mặc dù Clisson sống sót, Charles vẫn quyết tâm trừng phạt kẻ ám sát, Pierre de Craon, người đã lánh nạn ở Bretagne. Jean V xứ Bretagne không sẵn lòng trao anh ta, vì vậy Charles đã chuẩn bị một cuộc thám hiểm quân sự.
Những người đương thời cho biết Charles dường như đang ở trong một "cơn sốt" để bắt đầu chiến dịch và ngắt kết nối trong bài phát biểu của mình. Charles lên đường với một đội quân vào ngày 1 tháng 7 năm 1392. Sự tiến bộ của quân đội diễn ra chậm chạp, điều đó suýt khiến Charles rơi vào tình trạng thiếu kiên nhẫn.
Khi nhà vua và người hộ tống của anh ta đang đi qua khu rừng gần Le Mans vào một buổi sáng tháng 8 nóng nực, một người phong cùi chân trần mặc giẻ rách đã lao lên ngựa của nhà vua và nắm lấy dây cương của anh ta. "Cưỡi không, vua cao quý!" anh hét lên: "Quay lại! Anh bị phản bội!" Những người hộ tống của nhà vua đã đánh trả người đàn ông đó, nhưng không bắt giữ anh ta, và anh ta theo đám rước trong nửa giờ, lặp lại tiếng khóc của anh ta.

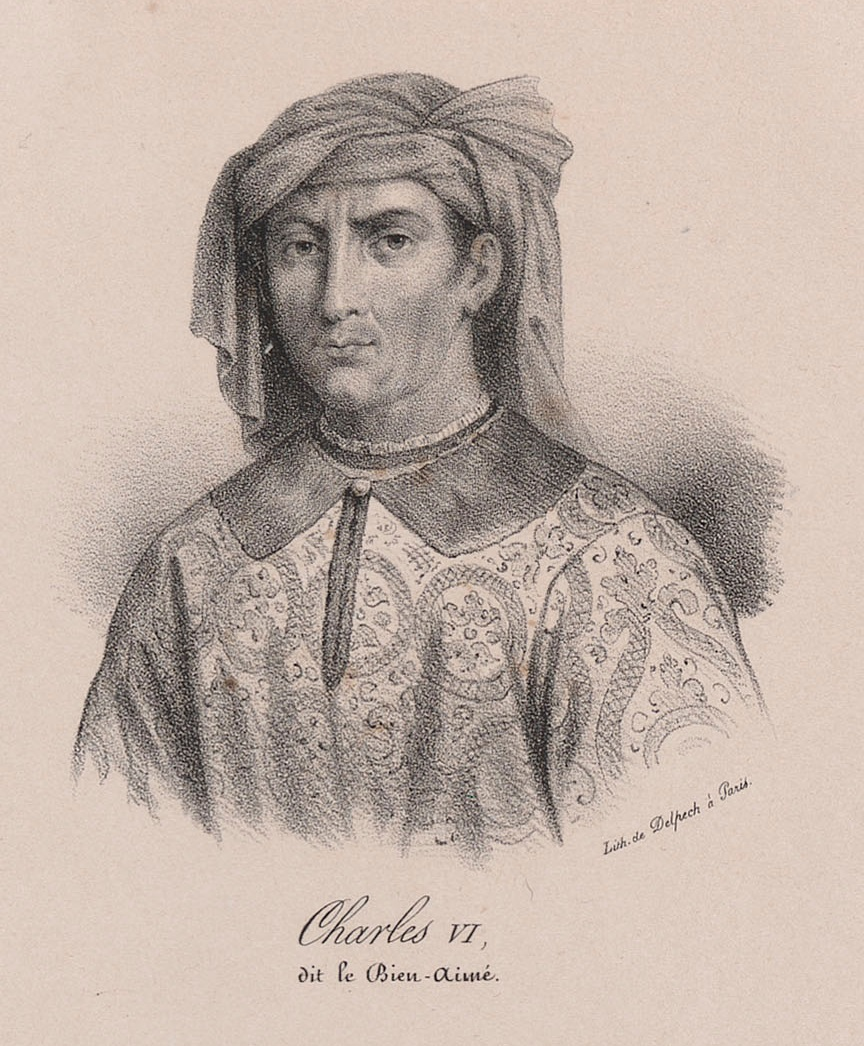
Charles VI

Công ty nổi lên từ rừng vào buổi trưa. Một trang bị buồn ngủ từ mặt trời làm rơi cây thương của nhà vua, tiếng kêu lớn chống lại một chiếc mũ sắt được mang bởi một trang khác. Charles rùng mình, rút thanh kiếm ra và hét lên "Tiến lên chống lại những kẻ phản bội! Họ muốn giao tôi cho kẻ thù!" Nhà vua thúc ngựa và bắt đầu vung kiếm vào những người bạn đồng hành của mình, chiến đấu cho đến khi một trong những người lính của anh ta và một nhóm binh lính có thể tóm lấy anh ta từ trên đỉnh và đặt anh ta xuống đất. Anh nằm yên và không phản ứng, nhưng rơi vào trạng thái hôn mê. Nhà vua đã giết một hiệp sĩ được gọi là "Kẻ khốn của Polignac" và một số người đàn ông khác.
Thời kỳ của bệnh tâm thần tiếp tục trong suốt cuộc đời của nhà vua. Trong một năm 1393, anh ta không thể nhớ tên mình và không biết mình là vua. Khi vợ anh đến thăm, anh hỏi người hầu của mình là ai và ra lệnh cho họ chăm sóc những gì cô yêu cầu để cô sẽ để anh một mình. Trong một tập phim vào năm 1395, 96, anh ta tuyên bố mình là Saint George và áo choàng của anh ta là một con sư tử với thanh kiếm đâm xuyên qua nó. Lúc này, anh ta nhận ra tất cả các cán bộ trong gia đình, nhưng không biết vợ cũng không có con. Thỉnh thoảng anh ta chạy điên cuồng qua các hành lang của nơi cư trú ở Paris, Hôtel Saint-Pol, và để giữ anh ta ở bên trong, các lối vào đã được dựng lên. Năm 1405, anh từ chối tắm hoặc thay quần áo trong năm tháng. Các giai đoạn loạn thần sau này của anh không được mô tả chi tiết, có lẽ vì sự giống nhau của hành vi và ảo tưởng của anh. Giáo hoàng Pius II, người được sinh ra dưới triều đại Charles VI, đã viết trong Bình luận của mình rằng có những lúc Charles nghĩ rằng mình được làm bằng thủy tinh, và điều này khiến ông phải tự bảo vệ mình bằng nhiều cách khác nhau để không bị vỡ. Anh ta được cho là có những thanh sắt được may trong quần áo, để anh ta không bị vỡ nếu tiếp xúc với người khác. Tình trạng này đã được gọi là ảo tưởng thủy tinh.
Thư ký của Charles VI, Pierre Salmon, đã dành nhiều thời gian để thảo luận với nhà vua trong khi ông bị gián đoạn tâm thần. Trong nỗ lực tìm cách chữa trị căn bệnh của nhà vua, ổn định tình hình chính trị hỗn loạn và bảo đảm tương lai của chính mình, Salmon đã giám sát việc sản xuất hai phiên bản sách hướng dẫn được chiếu sáng đẹp mắt cho vương quyền tốt được gọi là Đối thoại của Pierre Salmon.

### Bal des Ardents
The Bal des Ardents, thu nhỏ của 1450 - 1480
Vào ngày 29 tháng 1 năm 1393, một quả bóng đeo mặt nạ, được biết đến với cái tên Bal des Ardents ("Quả bóng của những người đàn ông đang cháy") vì thảm kịch xảy ra sau đó, đã được tổ chức bởi Isabeau of Bavaria để tổ chức lễ cưới của một trong những người phụ nữ của cô- chờ đợi tại khách sạn Saint-Pol. Theo đề nghị của Huguet de Guisay, nhà vua và bốn vị lãnh chúa khác đã hóa trang thành những người đàn ông hoang dã và nhảy múa. Họ mặc quần áo "trong trang phục bằng vải lanh được may trên cơ thể và ngâm trong sáp hoặc sân bằng nhựa để giữ một cây gai dầu, để chúng có vẻ xù xì và lông từ đầu đến chân". Theo đề nghị của một Yvain de Foix, nhà vua ra lệnh rằng những người cầm đuốc phải đứng ở bên cạnh phòng. Tuy nhiên, anh trai của nhà vua Louis I, Công tước xứ Orleans, người đến muộn, đã tiếp cận với một ngọn đuốc sáng để khám phá danh tính của những kẻ giả mạo, và anh ta đốt cháy một trong số họ. Có hoảng loạn khi đám cháy lan rộng. Nữ công tước Berry ném đoàn tàu áo choàng của mình lên nhà vua. Một số hiệp sĩ cố gắng dập tắt ngọn lửa đã bị thiêu rụi nghiêm trọng. Bốn trong số những người đàn ông hoang dã bị diệt vong: Charles de Poitiers, con trai của Bá tước Valentinois; Huguet de Guisay; Yvain de foix; và Bá tước Joigny. Một người khác - Jean, con trai của Lord of Nantouillet - đã tự cứu mình bằng cách nhảy vào bồn nước rửa chén.

### Trục xuất người Do Thái, 1394
Vào ngày 17 tháng 9 năm 1394, Charles bất ngờ công bố một sắc lệnh mà trong đó, ông tuyên bố, về bản chất, trong một thời gian dài, ông đã lưu ý đến nhiều khiếu nại được kích động bởi sự thái quá và những hành vi sai trái mà người Do Thái đã phạm phải đối với các Kitô hữu và các công tố viên , sau khi thực hiện nhiều cuộc điều tra, đã phát hiện ra nhiều vi phạm của người Do Thái về thỏa thuận mà họ đã thực hiện với anh ta. Do đó, anh ta đã ra sắc lệnh, với tư cách là một đạo luật và đạo luật không thể hủy bỏ, rằng từ đó không có người Do Thái nào nên sống trong các lãnh địa của mình ("Ordonnances", vii. 675). Theo Religieux de St. Denis, nhà vua đã ký sắc lệnh này với sự khẳng định của nữ hoàng ("Chron. De Charles VI." Ii. 119). Sắc lệnh không được thi hành ngay lập tức, một thời gian nghỉ ngơi được cấp cho người Do Thái để họ có thể bán tài sản và trả nợ. Những người mắc nợ họ đã tham gia để chuộc lại nghĩa vụ của họ trong một thời gian định sẵn, nếu không, những cam kết của họ được giữ trong cầm đồ sẽ được người Do Thái bán. Sự khiêu khích là hộ tống người Do Thái đến biên giới của vương quốc. Sau đó, nhà vua đã giải phóng các Kitô hữu khỏi các khoản nợ của họ.

### Đấu tranh giành quyền lực

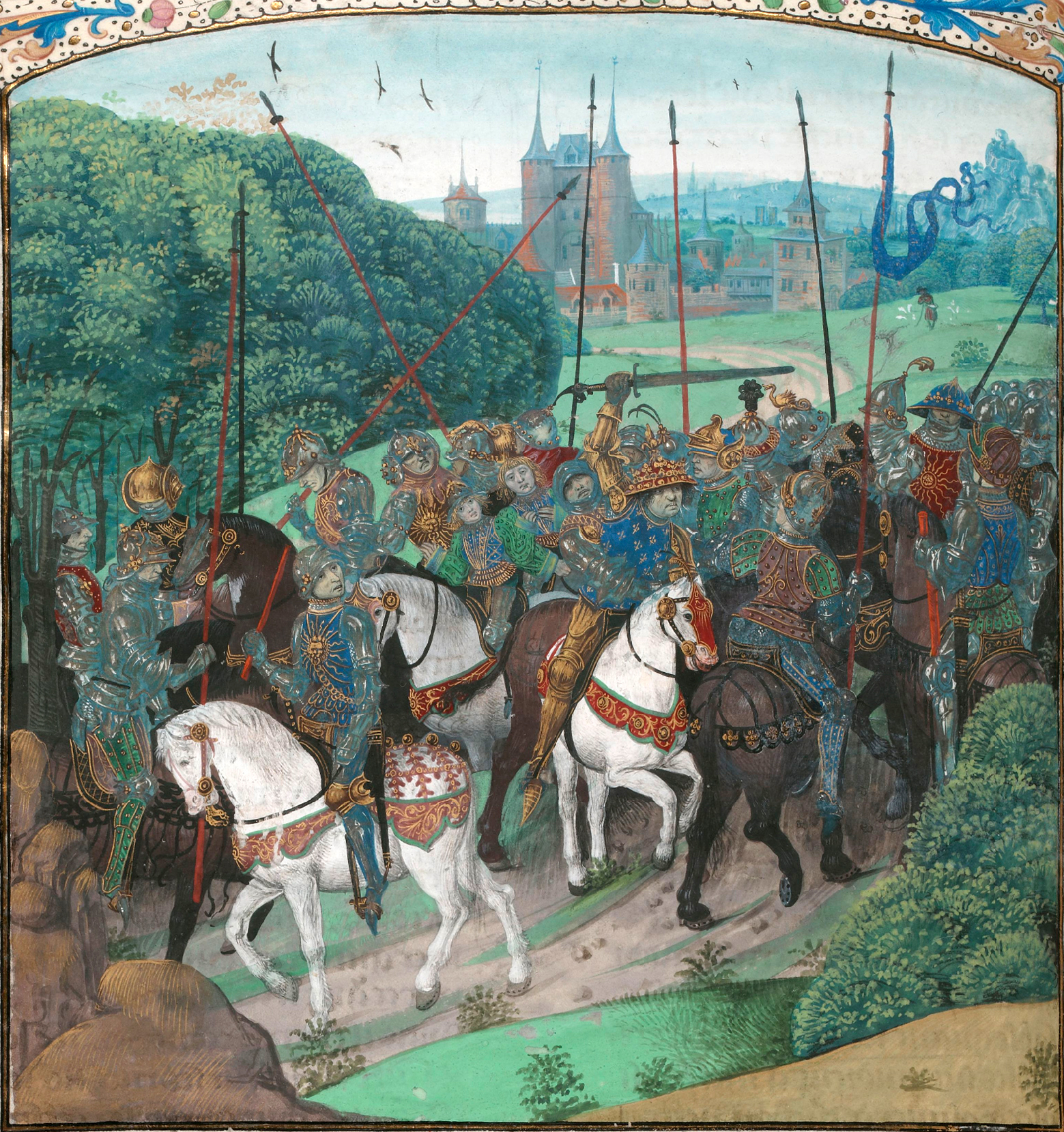
Sự điên cuồng của Charles đã khiến đất nước của ông bị rối loạn.

Với Charles VI bị bệnh tâm thần, từ năm 1393, vợ của ông, bà Isabeau đã chủ trì một cố vấn về nhiếp chính, trên đó là những người lớn của vương quốc. Philip the Bold, Công tước xứ Burgundy, người đóng vai nhiếp chính trong thời thiểu số của nhà vua (từ năm 1380 đến năm 1388), là người có ảnh hưởng lớn đến nữ hoàng (ông đã tổ chức hôn nhân hoàng gia trong thời gian trị vì). Ảnh hưởng dần dần chuyển sang Louis I, Công tước xứ Orleans, anh trai của nhà vua, một ứng cử viên khác cho quyền lực, và người ta nghi ngờ, người yêu của nữ hoàng. Những người chú khác của Charles VI ít có ảnh hưởng trong thời kỳ nhiếp chính: Louis II của Napoli vẫn tham gia quản lý Vương quốc Naples, và John, Công tước Berry, làm trung gian hòa giải giữa đảng Mitchéans (sẽ trở thành Armagnacs) và đảng Burgundy (Bourguignons). Sự cạnh tranh sẽ tăng lên từng chút một và cuối cùng dẫn đến cuộc nội chiến hoàn toàn.
Các nhiếp chính mới đã bãi nhiệm các cố vấn và quan chức khác nhau mà Charles đã bổ nhiệm. Về cái chết của Philip the Bold vào tháng 4 năm 1404, con trai John the Fearless tiếp quản các mục tiêu chính trị của cha anh, và mối thù với Louis leo thang. John, người ít liên kết với Isabeau, một lần nữa mất ảnh hưởng tại tòa án.

### Chiến tranh với Burgandy và Anh
Năm 1407, Louis of Orleanséans bị sát hại trong đền thờ Vie Vie du ở Paris. John không từ chối trách nhiệm, cho rằng Louis là một bạo chúa đã phung phí tiền bạc. Charles, con trai của Louis, Công tước mới của thành phố Orleans, đã quay sang cha vợ của mình, Bernard VII, Bá tước Armagnac, để hỗ trợ chống lại John the Fearless. Điều này dẫn đến cuộc Nội chiến Armagnac-Burgundian, kéo dài từ năm 1407 đến năm 1435, ngoài triều đại của Charles, mặc dù cuộc chiến với người Anh vẫn đang diễn ra.
Với việc người Anh chiếm phần lớn đất nước, John the Fearless đã tìm cách chấm dứt mối thù với hoàng gia bằng cách thương lượng với Dauphin Charles, người thừa kế của nhà vua. Họ gặp nhau tại cây cầu ở Montereau vào ngày 10 tháng 9 năm 1419, nhưng trong cuộc họp, John đã bị giết bởi Tanneguy du Chastel, một tín đồ của Dauphin. Người kế vị của John, Philip the Good, Công tước Burgundy mới, đã ném rất nhiều bằng tiếng Anh.

### Sự xâm lược của người Anh và qua đời
Triều đại của Charles VI được đánh dấu bằng cuộc xung đột tiếp tục với người Anh, được gọi là Chiến tranh Trăm năm. Một nỗ lực sớm cho hòa bình xảy ra vào năm 1396 khi con gái của Charles, cô bé Isabella ở Valois gần bảy tuổi, kết hôn với Richard II, 29 tuổi của Anh. Tuy nhiên, đến năm 1415, mối thù giữa hoàng gia Pháp và Nhà Burgundy đã dẫn đến sự hỗn loạn và vô chính phủ trên khắp nước Pháp mà Henry V của Anh rất muốn tận dụng. Henry đã lãnh đạo một cuộc xâm lược mà đỉnh điểm là sự thất bại của quân đội Pháp tại Trận Agincourt hồi tháng Mười.

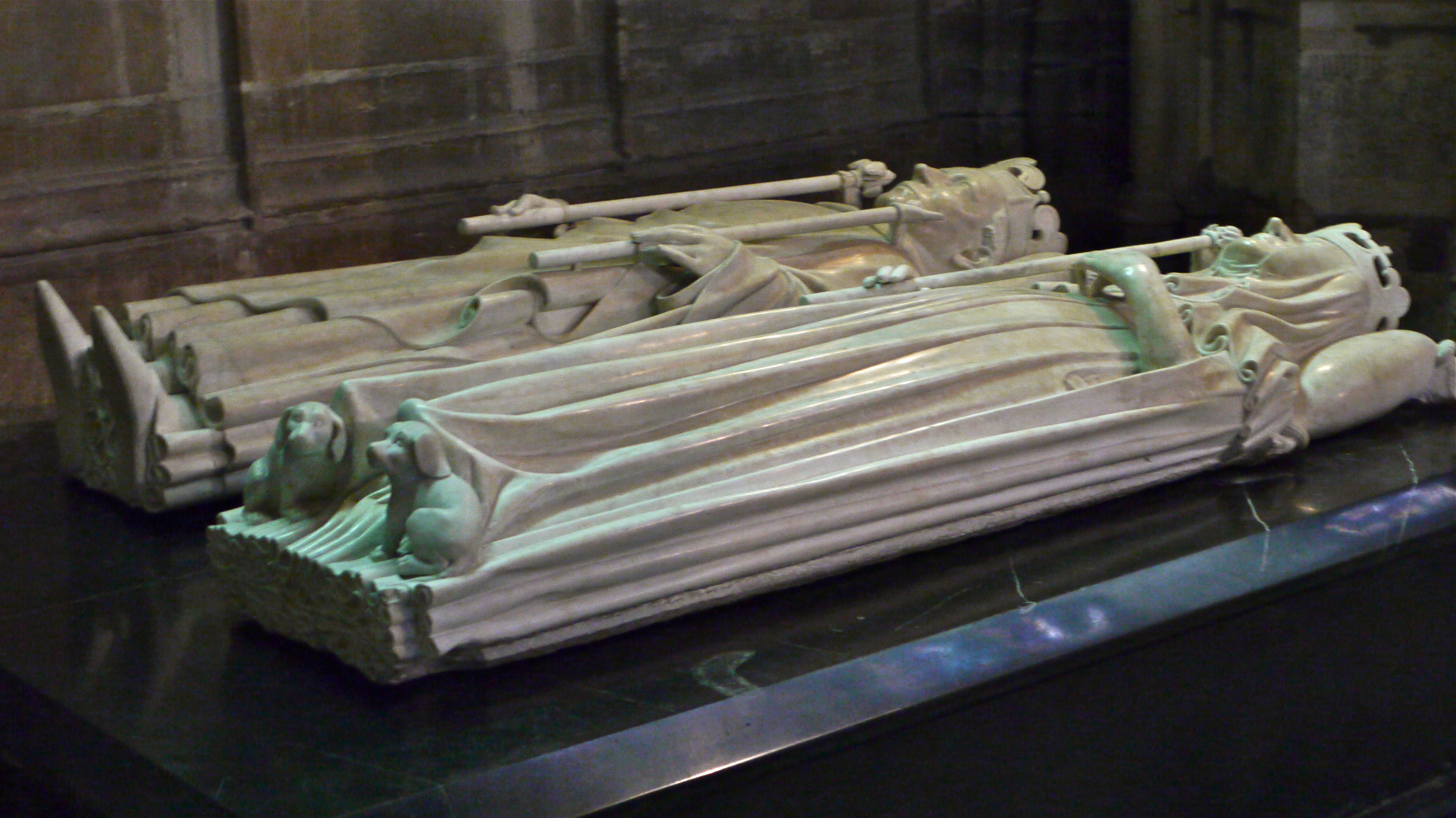
Lăng mộ của ông và hoàng hậu tại nhà thờ thánh Denis

Năm 1420, Hiệp ước Troyes là một thỏa thuận được ký bởi Henry V của Anh và Charles VI của Pháp, công nhận Henry là người kế vị của Charles, và quy định rằng những người thừa kế của Henry sẽ kế vị ông ta trên ngai vàng của Pháp. Nó khinh miệt Dauphin Charles (với tuyên bố thêm, vào năm 1421, rằng Charles trẻ tuổi là bất hợp pháp). Nó cũng đã hứa hôn với con gái của Charles VI, Catherine của Pháp, với Henry V (xem Vua Anh của Pháp). Hiệp ước coi thường Dauphin của Pháp ủng hộ vương miện tiếng Anh là một hành động trắng trợn chống lại lợi ích của giới quý tộc Pháp. Dauphin đã phong ấn số phận của mình, trong mắt của vị vua điên, khi anh ta tuyên bố mình là nhiếp chính, nắm quyền hành hoàng gia, và từ chối tuân theo lệnh của nhà vua để trở về Paris. Khi Hiệp ước Troyes được hoàn thành vào tháng 5 năm 1420, Dauphin Charles chỉ mới 17 tuổi.
Charles VI qua đời vào ngày 21 tháng 10 năm 1422 tại Paris, tại khách sạn Saint-Pol. Ông được an táng tại Nhà thờ Thánh Denis, nơi vợ của ông là Isabeau xứ Bavaria được chôn cất cùng ông sau khi bà qua đời vào tháng 9 năm 1435.

Sau cái chết của Charles VI, cháu trai sơ sinh của ông, người đã trở thành Vua Henry VI của Anh sau cái chết của chính cha mình vào tháng 8 năm 1422, theo Hiệp ước Troyes, cũng là Vua Pháp, và lễ đăng quang của ông đã diễn ra như vậy diễn ra tại nhà thờ Đức Bà de Paris vào ngày 26 tháng 12 năm 1431. Trong khi đó, Dauphin Charles, người đã định cư ở Bourges, Paris bị chiếm đóng bởi những người Anh-Bourguignons kể từ ngày 29 tháng 5 năm 1418, phải chờ Joan of Arc đến được đưa đến nhà thờ Reims để đăng quang với tư cách là Charles VII, Quốc vương Pháp vào ngày 17 tháng 7 năm 1429. Trong triều đại của mình, Charles VII, con trai (bị thất sủng) của Charles VI, được biết đến với cái tên "Charles the Victorious".

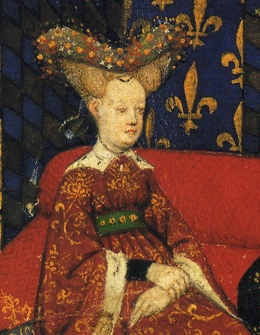
Vợ ông, Isabeau xứ Bavaria, Vương hậu nước Pháp.(1370-1435)

## Vợ và con cái
Năm 1385, ông kết hôn với Isabeau xứ Bavaria vì lí do đa số chính trị. Sau một thời gian cưới,ông mắc bệnh tâm thần và gặp nhiều rắc rối xung quanh cuộc hôn nhân này. Ông có 12 người con với bà 6 con trai và 6 con gái. Ông sinh ra 2 người con đầu tiên đều chết non do sức khỏe của ông và vợ ông chưa đến tuổi để động phòng.Tuy vậy thì người con tiếp theo, Isabella xứ Valois là nữ hoàng Anh sau này được sống đến tuổi trưởng thành. Người con trai thứ 5 của ông, là người con thứ 11 đã kế vị ông và mang danh Charles VII khi làm vua.Các con của ông là:
1. Charles, Dauphin của Viennois. (25/9/1386-28/12/1386). Dauphin đầu tiên.Chết non.
2. Jeanne (1388-1390) chết non.
3. Isabelle (Ngày 9 tháng 11 năm 1389-Ngày 13 tháng 9 năm 1409).Kết hôn với Richard II năm 1496, làm Nữ hoàng Anh nhưng không có con. Sau khi Richard chết, bà kết hôn với em họ là Charles của Orleans thì có con gái nhưng qua đời ngay sau đó. Thọ 19 tuổi.
4. Jeanne (24 tháng 1 năm 1391-27 tháng 9 năm 1433). Kết hôn với John V xứ Bretagne năm 1396 và có con. Thọ 42 tuổi.
5. Charles, Dauphin của Viennois (6 tháng 2 năm 1392-13 tháng 1 năm 1401). Chết trẻ. Dauphin thứ 2. Thọ 8 tuổi.
6. Marie (22 tháng 8 năm 1393-19 tháng 8 năm 1438) không bao giờ kết hôn và trở thành một nữ tu. Chết do dịch hạch. Thọ 44 tuổi.
7. Michelle (11 tháng 1 năm 1395-8 tháng 7 năm 1422) kết hôn với Philip the good, có con nhưng không có đứa con nào sống sót.Thọ 27 tuổi.
8. Louis xứ Guyenne (22 tháng 1 năm 1397- 18 tháng 12 năm 1415).Kết hôn với Margaret xứ Burgundy nhưng không có con và chết sớm. Thọ 18 tuổi.Dauphin thứ 3.
9. Jean xứ Touraine (Ngày 31 tháng 8 năm 1398-Ngày 5 tháng 4 năm 1417) kết hôn với Jacqueline xứ Hainaut nhưng không có con và bị nghi là chết do đầu độc.Thọ 18 tuổi. Dauphin thứ 4.
10. Cartherine của Pháp (27 tháng 10 năm 1401-3 tháng 1 năm 1437) là nữ hoàng Anh. Mẹ của Henry VI và bà nội của Henry VII .Kết hôn 2 lần: Henry V và Owen Tudor. Chết do biến chứng sau sinh.Thọ 35 tuổi.
11. Charles (22 tháng 2 năm 1403-21 tháng 7 năm 1461) là vua Pháp. Trước khi làm vua là Dauphin thứ 5. Kết hôn với Marie xứ Anjou. Có 18 người con, 14 chính thức và 4 ngoại hôn. Thọ 58 tuổi.Đứa con sống thọ và lâu nhất của Charles VI.
12. Philip (1407). Chết trẻ. Không được làm Dauphin.

### Thư viện về những người con của Charles VI

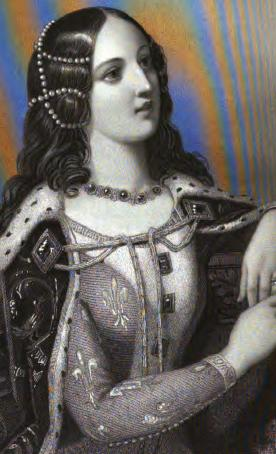
Isabelle của Pháp (1389-1409)- Vương hậu Anh quốc thứ 25
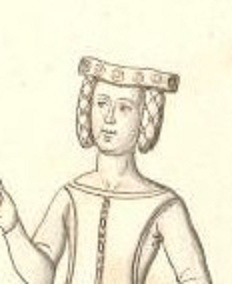
Jeanne của Pháp (1391-1433)
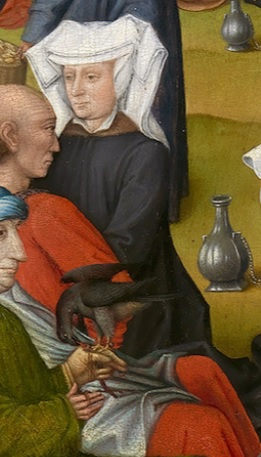
Michelle của Pháp (1395-1422)
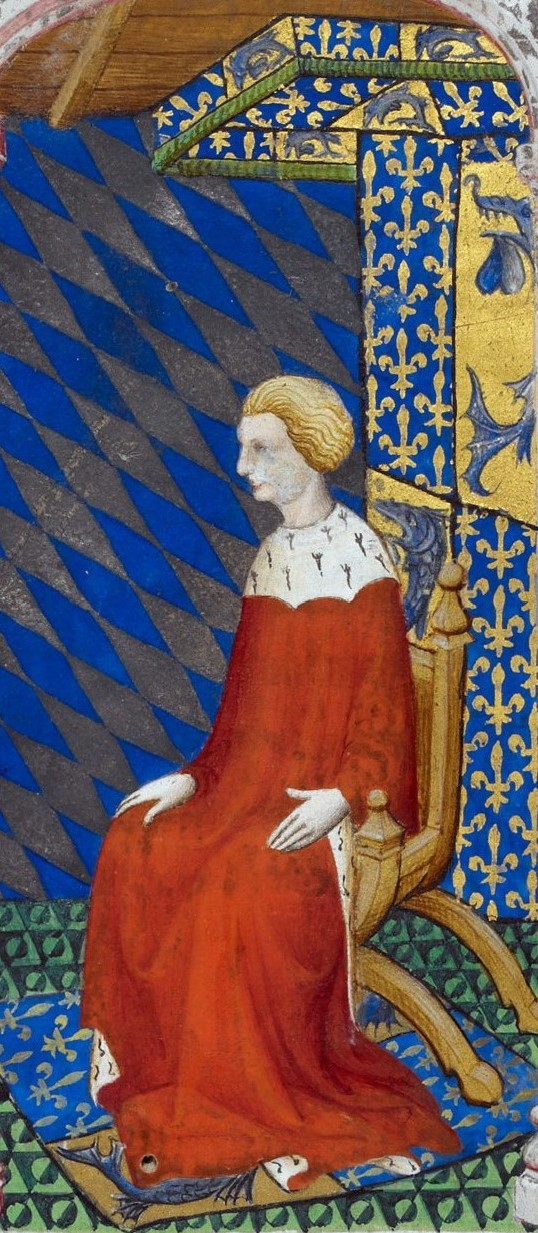
Louis xứ Guyenne (1397-1415)
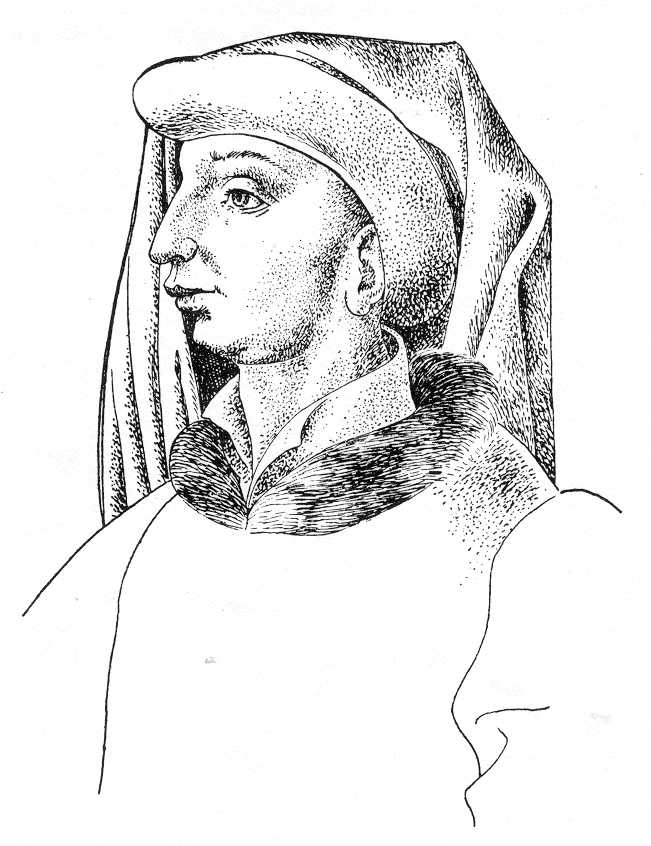
Jean xứ Touraine (1398-1417)
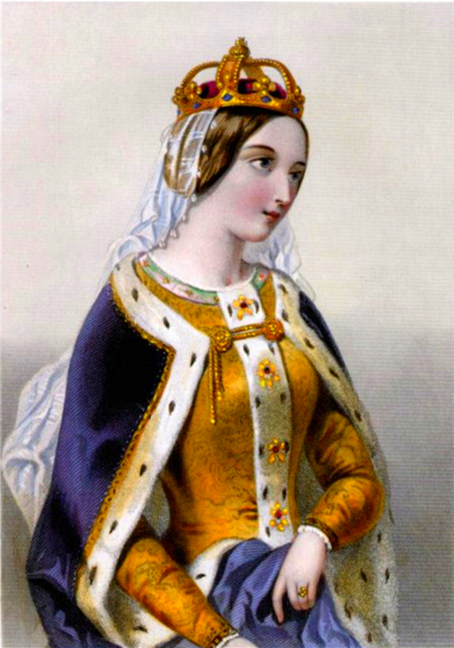
Catherine của Pháp (1401-1437)- Vương hậu Anh quốc thứ 27
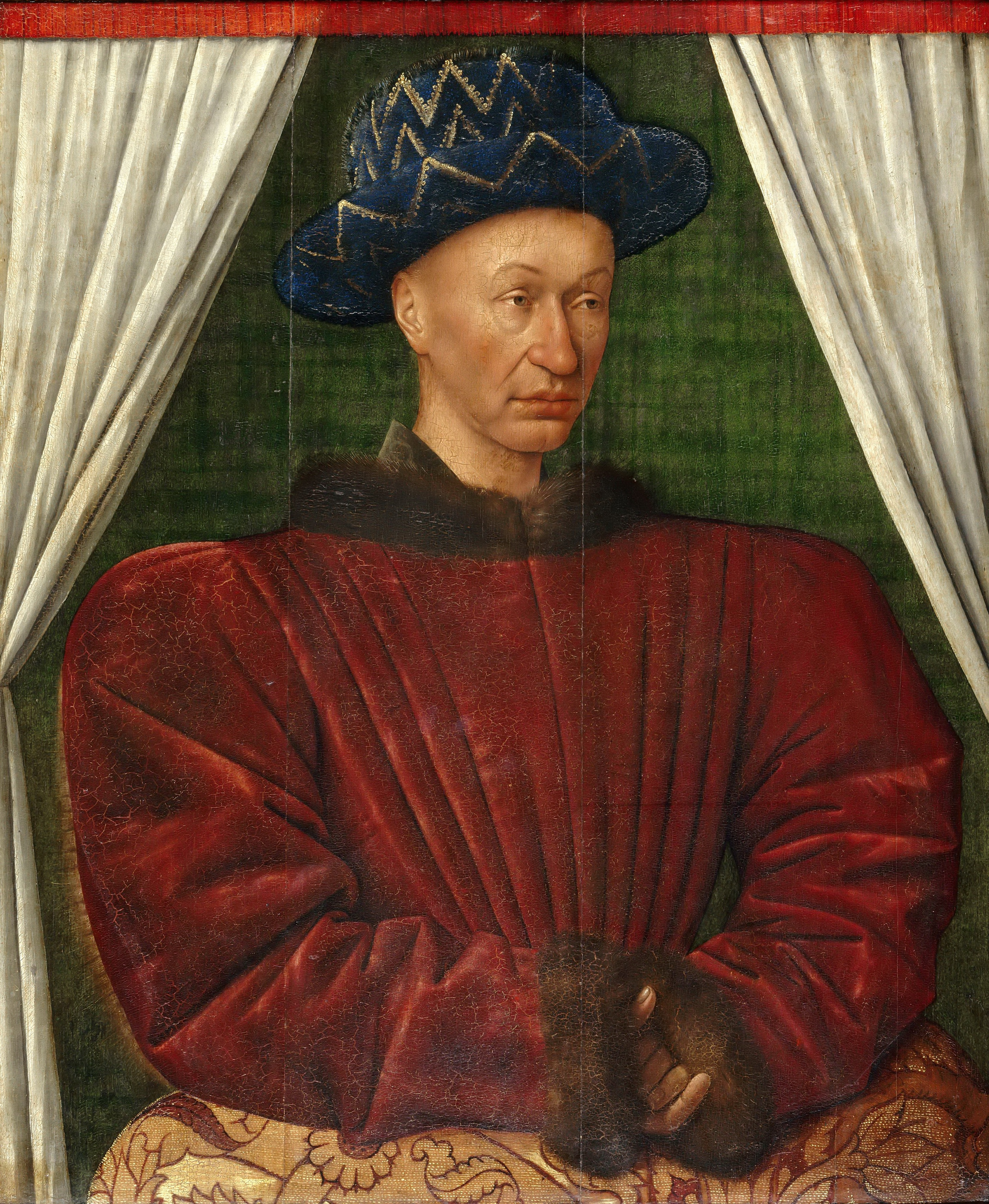
Charles VII của Pháp (1403-1461) - Vua Pháp
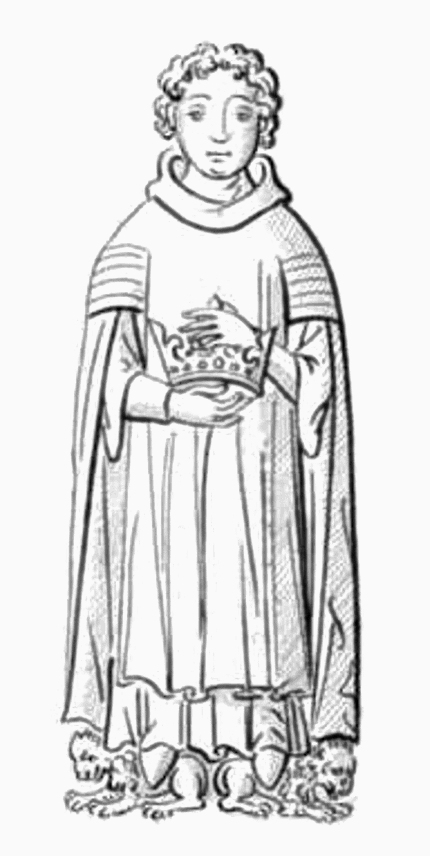
Charles của Pháp (1392-1401)

## Gia phả
| \| \| \| \| \| \| \| \| \| \| \| \| \| \| 16. Charles của Pháp (=14) \| \| \| \| \| \| \| \| \| \| \| \| \| \| \| \| \| \| \| \| \| \| \| \| \| \| \| \| \| \| \| \| \| \| \| \| \| \| \| \| \| \| \| \| \| \| \| \| \| \| \| \| \| \| \| \| \| \| \| \| 8. Philippe VI của Pháp \| \| \| \| \| \| \| \| \| \| \| \| \| \| \| \| \| \| \| \| \| \| \| \| \| \| \| \| \| \| \| \| \| \| \| \| \| \| \| \| \| \| \| \| \| \| \| \| \| \| \| \| \| \| \| \| \| \| \| \| \| \| \| \| \| \| \| \| \| \| \| \| 17. Marguerite I xứ Anjou \| \| \| \| \| \| \| \| \| \| \| \| \| \| \| \| \| \| \| \| \| \| \| \| \| \| \| \| \| \| \| \| \| \| \| \| \| \| \| \| \| \| \| \| \| \| \| \| \| \| \| \| \| \| \| \| \| \| \| \| \| \| \| \| \| \| \| \| \| \| \| \| 4. Jean II của Pháp \| \| \| \| \| \| \| \| \| \| \| \| \| \| \| \| \| \| \| \| \| \| \| \| \| \| \| \| \| \| \| \| \| \| \| \| \| \| \| \| \| \| \| \| \| \| \| \| \| \| \| \| \| \| \| \| \| \| \| \| \| \| \| \| \| \| \| \| \| \| \| \| 18. Robert II xứ Bourgogne \| \| \| \| \| \| \| \| \| \| \| \| \| \| \| \| \| \| \| \| \| \| \| \| \| \| \| \| \| \| \| \| \| \| \| \| \| \| \| \| \| \| \| \| \| \| \| \| \| \| \| \| \| \| \| \| \| \| \| \| \| \| \| \| \| \| \| \| \| \| \| \| 9. Jeanne xứ Bourgogne \| \| \| \| \| \| \| \| \| \| \| \| \| \| \| \| \| \| \| \| \| \| \| \| \| \| \| \| \| \| \| \| \| \| \| \| \| \| \| \| \| \| \| \| \| \| \| \| \| \| \| \| \| \| \| \| \| \| \| \| \| \| \| \| \| \| \| \| \| \| \| \| 19. Agnès của Pháp \| \| \| \| \| \| \| \| \| \| \| \| \| \| \| \| \| \| \| \| \| \| \| \| \| \| \| \| \| \| \| \| \| \| \| \| \| \| \| \| \| \| \| \| \| \| \| \| \| \| \| \| \| \| \| \| \| \| \| \| \| \| \| \| \| \| \| \| \| \| \| \| 2. Charles V của Pháp \| \| \| \| \| \| \| \| \| \| \| \| \| \| \| \| \| \| \| \| \| \| \| \| \| \| \| \| \| \| \| \| \| \| \| \| \| \| \| \| \| \| \| \| \| \| \| \| \| \| \| \| \| \| \| \| \| \| \| \| \| \| \| \| \| \| \| \| \| \| \| \| 20. Heinrich VII của Thánh chế La Mã \| \| \| \| \| \| \| \| \| \| \| \| \| \| \| \| \| \| \| \| \| \| \| \| \| \| \| \| \| \| \| \| \| \| \| \| \| \| \| \| \| \| \| \| \| \| \| \| \| \| \| \| \| \| \| \| \| \| \| \| \| \| \| \| \| \| \| \| \| \| \| \| 11. Johann I của Bohemia \| \| \| \| \| \| \| \| \| \| \| \| \| \| \| \| \| \| \| \| \| \| \| \| \| \| \| \| \| \| \| \| \| \| \| \| \| \| \| \| \| \| \| \| \| \| \| \| \| \| \| \| \| \| \| \| \| \| \| \| \| \| \| \| \| \| \| \| \| \| \| \| 21. Margaretha xứ Brabant \| \| \| \| \| \| \| \| \| \| \| \| \| \| \| \| \| \| \| \| \| \| \| \| \| \| \| \| \| \| \| \| \| \| \| \| \| \| \| \| \| \| \| \| \| \| \| \| \| \| \| \| \| \| \| \| \| \| \| \| \| \| \| \| \| \| \| \| \| \| \| \| 5. Jutta của Bohemia \| \| \| \| \| \| \| \| \| \| \| \| \| \| \| \| \| \| \| \| \| \| \| \| \| \| \| \| \| \| \| \| \| \| \| \| \| \| \| \| \| \| \| \| \| \| \| \| \| \| \| \| \| \| \| \| \| \| \| \| \| \| \| \| \| \| \| \| \| \| \| \| 22. Václav II của Bohemia \| \| \| \| \| \| \| \| \| \| \| \| \| \| \| \| \| \| \| \| \| \| \| \| \| \| \| \| \| \| \| \| \| \| \| \| \| \| \| \| \| \| \| \| \| \| \| \| \| \| \| \| \| \| \| \| \| \| \| \| \| \| \| \| \| \| \| \| \| \| \| \| 11. Eliška của Bohemia \| \| \| \| \| \| \| \| \| \| \| \| \| \| \| \| \| \| \| \| \| \| \| \| \| \| \| \| \| \| \| \| \| \| \| \| \| \| \| \| \| \| \| \| \| \| \| \| \| \| \| \| \| \| \| \| \| \| \| \| \| \| \| \| \| \| \| \| \| \| \| \| 23. Guta của Habsburg \| \| \| \| \| \| \| \| \| \| \| \| \| \| \| \| \| \| \| \| \| \| \| \| \| \| \| \| \| \| \| \| \| \| \| \| \| \| \| \| \| \| \| \| \| \| \| \| \| \| \| \| \| \| \| \| \| \| \| \| \| \| \| \| \| \| \| \| \| \| \| \| 1. Charles VI của Pháp \| \| \| \| \| \| \| \| \| \| \| \| \| \| \| \| \| \| \| \| \| \| \| \| \| \| \| \| \| \| \| \| \| \| \| \| \| \| \| \| \| \| \| \| \| \| \| \| \| \| \| \| \| \| \| \| \| \| \| \| \| \| \| \| \| \| \| \| \| \| \| \| 24. Robert I xứ Clermont \| \| \| \| \| \| \| \| \| \| \| \| \| \| \| \| \| \| \| \| \| \| \| \| \| \| \| \| \| \| \| \| \| \| \| \| \| \| \| \| \| \| \| \| \| \| \| \| \| \| \| \| \| \| \| \| \| \| \| \| \| \| \| \| \| \| \| \| \| \| \| \| 12. Louis I xứ Bourbon \| \| \| \| \| \| \| \| \| \| \| \| \| \| \| \| \| \| \| \| \| \| \| \| \| \| \| \| \| \| \| \| \| \| \| \| \| \| \| \| \| \| \| \| \| \| \| \| \| \| \| \| \| \| \| \| \| \| \| \| \| \| \| \| \| \| \| \| \| \| \| \| 25. Béatrice I xứ Bourbon \| \| \| \| \| \| \| \| \| \| \| \| \| \| \| \| \| \| \| \| \| \| \| \| \| \| \| \| \| \| \| \| \| \| \| \| \| \| \| \| \| \| \| \| \| \| \| \| \| \| \| \| \| \| \| \| \| \| \| \| \| \| \| \| \| \| \| \| \| \| \| \| 6. Pierre I xứ Bourbon \| \| \| \| \| \| \| \| \| \| \| \| \| \| \| \| \| \| \| \| \| \| \| \| \| \| \| \| \| \| \| \| \| \| \| \| \| \| \| \| \| \| \| \| \| \| \| \| \| \| \| \| \| \| \| \| \| \| \| \| \| \| \| \| \| \| \| \| \| \| \| \| 26. Jan II xứ Holland \| \| \| \| \| \| \| \| \| \| \| \| \| \| \| \| \| \| \| \| \| \| \| \| \| \| \| \| \| \| \| \| \| \| \| \| \| \| \| \| \| \| \| \| \| \| \| \| \| \| \| \| \| \| \| \| \| \| \| \| \| \| \| \| \| \| \| \| \| \| \| \| 13. Marie xứ Hainaut \| \| \| \| \| \| \| \| \| \| \| \| \| \| \| \| \| \| \| \| \| \| \| \| \| \| \| \| \| \| \| \| \| \| \| \| \| \| \| \| \| \| \| \| \| \| \| \| \| \| \| \| \| \| \| \| \| \| \| \| \| \| \| \| \| \| \| \| \| \| \| \| 27. Philippa xứ Luxemburg \| \| \| \| \| \| \| \| \| \| \| \| \| \| \| \| \| \| \| \| \| \| \| \| \| \| \| \| \| \| \| \| \| \| \| \| \| \| \| \| \| \| \| \| \| \| \| \| \| \| \| \| \| \| \| \| \| \| \| \| \| \| \| \| \| \| \| \| \| \| \| \| 3. Jeanne xứ Bourbon \| \| \| \| \| \| \| \| \| \| \| \| \| \| \| \| \| \| \| \| \| \| \| \| \| \| \| \| \| \| \| \| \| \| \| \| \| \| \| \| \| \| \| \| \| \| \| \| \| \| \| \| \| \| \| \| \| \| \| \| \| \| \| \| \| \| \| \| \| \| \| \| 28. Philippe III của Pháp \| \| \| \| \| \| \| \| \| \| \| \| \| \| \| \| \| \| \| \| \| \| \| \| \| \| \| \| \| \| \| \| \| \| \| \| \| \| \| \| \| \| \| \| \| \| \| \| \| \| \| \| \| \| \| \| \| \| \| \| \| \| \| \| \| \| \| \| \| \| \| \| 14. Charles của Pháp (=16) \| \| \| \| \| \| \| \| \| \| \| \| \| \| \| \| \| \| \| \| \| \| \| \| \| \| \| \| \| \| \| \| \| \| \| \| \| \| \| \| \| \| \| \| \| \| \| \| \| \| \| \| \| \| \| \| \| \| \| \| \| \| \| \| \| \| \| \| \| \| \| \| 29. Isabel của Aragón \| \| \| \| \| \| \| \| \| \| \| \| \| \| \| \| \| \| \| \| \| \| \| \| \| \| \| \| \| \| \| \| \| \| \| \| \| \| \| \| \| \| \| \| \| \| \| \| \| \| \| \| \| \| \| \| \| \| \| \| \| \| \| \| \| \| \| \| \| \| \| \| 7. Isabelle xứ Valois \| \| \| \| \| \| \| \| \| \| \| \| \| \| \| \| \| \| \| \| \| \| \| \| \| \| \| \| \| \| \| \| \| \| \| \| \| \| \| \| \| \| \| \| \| \| \| \| \| \| \| \| \| \| \| \| \| \| \| \| \| \| \| \| \| \| \| \| \| \| \| \| 30. Guy IV xứ Saint-Pol \| \| \| \| \| \| \| \| \| \| \| \| \| \| \| \| \| \| \| \| \| \| \| \| \| \| \| \| \| \| \| \| \| \| \| \| \| \| \| \| \| \| \| \| \| \| \| \| \| \| \| \| \| \| \| \| \| \| \| \| \| \| \| \| \| \| \| \| \| \| \| \| 15. Mahaut xứ Châtillon \| \| \| \| \| \| \| \| \| \| \| \| \| \| \| \| \| \| \| \| \| \| \| \| \| \| \| \| \| \| \| \| \| \| \| \| \| \| \| \| \| \| \| \| \| \| \| \| \| \| \| \| \| \| \| \| \| \| \| \| \| \| \| \| \| \| \| \| \| \| \| \| 31. Marie xứ Bretagne \| \| \| \| \| \| \| \| \| \| \| \| \| \| \| \| \| \| \| \| \| \| \| \| \| \| \| \| \| \| \| \| \| \| \| \| \| \| \| \| \| \| \| \| \| \| \| \| \| \| \| \| |                                      |  |  |  |  |  |  |  |  |  |  |  |                            |  |  |  |
| |                                      |  |  |  |  |  |  |  |  |  |  |  | 16. Charles của Pháp (=14) |  |  |  |
| |                                      |  |  |  |  |  |  |  |  |  |  |  |                            |  |  |  |
| |                                      |  |  |  |  |  |  |  |  |  |  |  |                            |  |  |  |
| |                                      |  |  |  |  |  |  |  |  |  |  |  |                            |  |  |  |
| | 8. Philippe VI của Pháp              |  |  |  |  |  |  |  |  |  |  |  |                            |  |  |  |
| |                                      |  |  |  |  |  |  |  |  |  |  |  |                            |  |  |  |
| |                                      |  |  |  |  |  |  |  |  |  |  |  |                            |  |  |  |
| |                                      |  |  |  |  |  |  |  |  |  |  |  |                            |  |  |  |
| | 17. Marguerite I xứ Anjou            |  |  |  |  |  |  |  |  |  |  |  |                            |  |  |  |
| |                                      |  |  |  |  |  |  |  |  |  |  |  |                            |  |  |  |
| |                                      |  |  |  |  |  |  |  |  |  |  |  |                            |  |  |  |
| |                                      |  |  |  |  |  |  |  |  |  |  |  |                            |  |  |  |
| | 4. Jean II của Pháp                  |  |  |  |  |  |  |  |  |  |  |  |                            |  |  |  |
| |                                      |  |  |  |  |  |  |  |  |  |  |  |                            |  |  |  |
| |                                      |  |  |  |  |  |  |  |  |  |  |  |                            |  |  |  |
| |                                      |  |  |  |  |  |  |  |  |  |  |  |                            |  |  |  |
| | 18. Robert II xứ Bourgogne           |  |  |  |  |  |  |  |  |  |  |  |                            |  |  |  |
| |                                      |  |  |  |  |  |  |  |  |  |  |  |                            |  |  |  |
| |                                      |  |  |  |  |  |  |  |  |  |  |  |                            |  |  |  |
| |                                      |  |  |  |  |  |  |  |  |  |  |  |                            |  |  |  |
| | 9. Jeanne xứ Bourgogne               |  |  |  |  |  |  |  |  |  |  |  |                            |  |  |  |
| |                                      |  |  |  |  |  |  |  |  |  |  |  |                            |  |  |  |
| |                                      |  |  |  |  |  |  |  |  |  |  |  |                            |  |  |  |
| |                                      |  |  |  |  |  |  |  |  |  |  |  |                            |  |  |  |
| | 19. Agnès của Pháp                   |  |  |  |  |  |  |  |  |  |  |  |                            |  |  |  |
| |                                      |  |  |  |  |  |  |  |  |  |  |  |                            |  |  |  |
| |                                      |  |  |  |  |  |  |  |  |  |  |  |                            |  |  |  |
| |                                      |  |  |  |  |  |  |  |  |  |  |  |                            |  |  |  |
| | 2. Charles V của Pháp                |  |  |  |  |  |  |  |  |  |  |  |                            |  |  |  |
| |                                      |  |  |  |  |  |  |  |  |  |  |  |                            |  |  |  |
| |                                      |  |  |  |  |  |  |  |  |  |  |  |                            |  |  |  |
| |                                      |  |  |  |  |  |  |  |  |  |  |  |                            |  |  |  |
| | 20. Heinrich VII của Thánh chế La Mã |  |  |  |  |  |  |  |  |  |  |  |                            |  |  |  |
| |                                      |  |  |  |  |  |  |  |  |  |  |  |                            |  |  |  |
| |                                      |  |  |  |  |  |  |  |  |  |  |  |                            |  |  |  |
| |                                      |  |  |  |  |  |  |  |  |  |  |  |                            |  |  |  |
| | 11. Johann I của Bohemia             |  |  |  |  |  |  |  |  |  |  |  |                            |  |  |  |
| |                                      |  |  |  |  |  |  |  |  |  |  |  |                            |  |  |  |
| |                                      |  |  |  |  |  |  |  |  |  |  |  |                            |  |  |  |
| |                                      |  |  |  |  |  |  |  |  |  |  |  |                            |  |  |  |
| | 21. Margaretha xứ Brabant            |  |  |  |  |  |  |  |  |  |  |  |                            |  |  |  |
| |                                      |  |  |  |  |  |  |  |  |  |  |  |                            |  |  |  |
| |                                      |  |  |  |  |  |  |  |  |  |  |  |                            |  |  |  |
| |                                      |  |  |  |  |  |  |  |  |  |  |  |                            |  |  |  |
| | 5. Jutta của Bohemia                 |  |  |  |  |  |  |  |  |  |  |  |                            |  |  |  |
| |                                      |  |  |  |  |  |  |  |  |  |  |  |                            |  |  |  |
| |                                      |  |  |  |  |  |  |  |  |  |  |  |                            |  |  |  |
| |                                      |  |  |  |  |  |  |  |  |  |  |  |                            |  |  |  |
| | 22. Václav II của Bohemia            |  |  |  |  |  |  |  |  |  |  |  |                            |  |  |  |
| |                                      |  |  |  |  |  |  |  |  |  |  |  |                            |  |  |  |
| |                                      |  |  |  |  |  |  |  |  |  |  |  |                            |  |  |  |
| |                                      |  |  |  |  |  |  |  |  |  |  |  |                            |  |  |  |
| | 11. Eliška của Bohemia               |  |  |  |  |  |  |  |  |  |  |  |                            |  |  |  |
| |                                      |  |  |  |  |  |  |  |  |  |  |  |                            |  |  |  |
| |                                      |  |  |  |  |  |  |  |  |  |  |  |                            |  |  |  |
| |                                      |  |  |  |  |  |  |  |  |  |  |  |                            |  |  |  |
| | 23. Guta của Habsburg                |  |  |  |  |  |  |  |  |  |  |  |                            |  |  |  |
| |                                      |  |  |  |  |  |  |  |  |  |  |  |                            |  |  |  |
| |                                      |  |  |  |  |  |  |  |  |  |  |  |                            |  |  |  |
| |                                      |  |  |  |  |  |  |  |  |  |  |  |                            |  |  |  |
| | 1. Charles VI của Pháp               |  |  |  |  |  |  |  |  |  |  |  |                            |  |  |  |
| |                                      |  |  |  |  |  |  |  |  |  |  |  |                            |  |  |  |
| |                                      |  |  |  |  |  |  |  |  |  |  |  |                            |  |  |  |
| |                                      |  |  |  |  |  |  |  |  |  |  |  |                            |  |  |  |
| | 24. Robert I xứ Clermont             |  |  |  |  |  |  |  |  |  |  |  |                            |  |  |  |
| |                                      |  |  |  |  |  |  |  |  |  |  |  |                            |  |  |  |
| |                                      |  |  |  |  |  |  |  |  |  |  |  |                            |  |  |  |
| |                                      |  |  |  |  |  |  |  |  |  |  |  |                            |  |  |  |
| | 12. Louis I xứ Bourbon               |  |  |  |  |  |  |  |  |  |  |  |                            |  |  |  |
| |                                      |  |  |  |  |  |  |  |  |  |  |  |                            |  |  |  |
| |                                      |  |  |  |  |  |  |  |  |  |  |  |                            |  |  |  |
| |                                      |  |  |  |  |  |  |  |  |  |  |  |                            |  |  |  |
| | 25. Béatrice I xứ Bourbon            |  |  |  |  |  |  |  |  |  |  |  |                            |  |  |  |
| |                                      |  |  |  |  |  |  |  |  |  |  |  |                            |  |  |  |
| |                                      |  |  |  |  |  |  |  |  |  |  |  |                            |  |  |  |
| |                                      |  |  |  |  |  |  |  |  |  |  |  |                            |  |  |  |
| | 6. Pierre I xứ Bourbon               |  |  |  |  |  |  |  |  |  |  |  |                            |  |  |  |
| |                                      |  |  |  |  |  |  |  |  |  |  |  |                            |  |  |  |
| |                                      |  |  |  |  |  |  |  |  |  |  |  |                            |  |  |  |
| |                                      |  |  |  |  |  |  |  |  |  |  |  |                            |  |  |  |
| | 26. Jan II xứ Holland                |  |  |  |  |  |  |  |  |  |  |  |                            |  |  |  |
| |                                      |  |  |  |  |  |  |  |  |  |  |  |                            |  |  |  |
| |                                      |  |  |  |  |  |  |  |  |  |  |  |                            |  |  |  |
| |                                      |  |  |  |  |  |  |  |  |  |  |  |                            |  |  |  |
| | 13. Marie xứ Hainaut                 |  |  |  |  |  |  |  |  |  |  |  |                            |  |  |  |
| |                                      |  |  |  |  |  |  |  |  |  |  |  |                            |  |  |  |
| |                                      |  |  |  |  |  |  |  |  |  |  |  |                            |  |  |  |
| |                                      |  |  |  |  |  |  |  |  |  |  |  |                            |  |  |  |
| | 27. Philippa xứ Luxemburg            |  |  |  |  |  |  |  |  |  |  |  |                            |  |  |  |
| |                                      |  |  |  |  |  |  |  |  |  |  |  |                            |  |  |  |
| |                                      |  |  |  |  |  |  |  |  |  |  |  |                            |  |  |  |
| |                                      |  |  |  |  |  |  |  |  |  |  |  |                            |  |  |  |
| | 3. Jeanne xứ Bourbon                 |  |  |  |  |  |  |  |  |  |  |  |                            |  |  |  |
| |                                      |  |  |  |  |  |  |  |  |  |  |  |                            |  |  |  |
| |                                      |  |  |  |  |  |  |  |  |  |  |  |                            |  |  |  |
| |                                      |  |  |  |  |  |  |  |  |  |  |  |                            |  |  |  |
| | 28. Philippe III của Pháp            |  |  |  |  |  |  |  |  |  |  |  |                            |  |  |  |
| |                                      |  |  |  |  |  |  |  |  |  |  |  |                            |  |  |  |
| |                                      |  |  |  |  |  |  |  |  |  |  |  |                            |  |  |  |
| |                                      |  |  |  |  |  |  |  |  |  |  |  |                            |  |  |  |
| | 14. Charles của Pháp (=16)           |  |  |  |  |  |  |  |  |  |  |  |                            |  |  |  |
| |                                      |  |  |  |  |  |  |  |  |  |  |  |                            |  |  |  |
| |                                      |  |  |  |  |  |  |  |  |  |  |  |                            |  |  |  |
| |                                      |  |  |  |  |  |  |  |  |  |  |  |                            |  |  |  |
| | 29. Isabel của Aragón                |  |  |  |  |  |  |  |  |  |  |  |                            |  |  |  |
| |                                      |  |  |  |  |  |  |  |  |  |  |  |                            |  |  |  |
| |                                      |  |  |  |  |  |  |  |  |  |  |  |                            |  |  |  |
| |                                      |  |  |  |  |  |  |  |  |  |  |  |                            |  |  |  |
| | 7. Isabelle xứ Valois                |  |  |  |  |  |  |  |  |  |  |  |                            |  |  |  |
| |                                      |  |  |  |  |  |  |  |  |  |  |  |                            |  |  |  |
| |                                      |  |  |  |  |  |  |  |  |  |  |  |                            |  |  |  |
| |                                      |  |  |  |  |  |  |  |  |  |  |  |                            |  |  |  |
| | 30. Guy IV xứ Saint-Pol              |  |  |  |  |  |  |  |  |  |  |  |                            |  |  |  |
| |                                      |  |  |  |  |  |  |  |  |  |  |  |                            |  |  |  |
| |                                      |  |  |  |  |  |  |  |  |  |  |  |                            |  |  |  |
| |                                      |  |  |  |  |  |  |  |  |  |  |  |                            |  |  |  |
| | 15. Mahaut xứ Châtillon              |  |  |  |  |  |  |  |  |  |  |  |                            |  |  |  |
| |                                      |  |  |  |  |  |  |  |  |  |  |  |                            |  |  |  |
| |                                      |  |  |  |  |  |  |  |  |  |  |  |                            |  |  |  |
| |                                      |  |  |  |  |  |  |  |  |  |  |  |                            |  |  |  |
| | 31. Marie xứ Bretagne                |  |  |  |  |  |  |  |  |  |  |  |                            |  |  |  |
| |                                      |  |  |  |  |  |  |  |  |  |  |  |                            |  |  |  |
| |                                      |  |  |  |  |  |  |  |  |  |  |  |                            |  |  |  |